# Rio Bolovanul (Prahova)
O Rio Bolovanul é um rio da Romênia afluente do Rio Valea Seacă a Jepilor, localizado no distrito de Prahova.